# 검은 두개골
검은 두개골은 파란트로푸스 아에티오피쿠스의 한 화석이다. KNM WT 17000라고도 한다. 알렌 워커에 의해 케냐에서 1985년에 발견되었다. 약 250만년 전의 화석으로 추정되며 파란트로푸스 보이세이로 분류되다가 오스트랄로피테쿠스 아파렌시스와 비슷한 점이 발견되어 파란트로푸스 아에티오피쿠스로 분류되었다.